# Municipio de Spaulding (Iowa)
El municipio de Spaulding (en inglés: Spaulding Township) es un municipio ubicado en el condado de Union en el estado estadounidense de Iowa. En el año 2010 tenía una población de 236 habitantes y una densidad poblacional de 2,63 personas por km².

## Geografía
El municipio de Spaulding se encuentra ubicado en las coordenadas 41°7′18″N 94°25′25″O / 41.12167, -94.42361. Según la Oficina del Censo de los Estados Unidos, el municipio tiene una superficie total de 89.76 km², de la cual 87,91 km² corresponden a tierra firme y (2,06 %) 1,85 km² es agua.

## Demografía
Según el censo de 2010, había 236 personas residiendo en el municipio de Spaulding. La densidad de población era de 2,63 hab./km². De los 236 habitantes, el municipio de Spaulding estaba compuesto por el 100 % blancos. Del total de la población el 0 % eran hispanos o latinos de cualquier raza.